# بوتش بيرد (لاعب غولف)
بوتش بيرد (بالإنجليزية: Butch Baird)‏ هو لاعب غولف أمريكي، ولد في 20 يوليو 1936 في شيكاغو في الولايات المتحدة.

## وصلات خارجية
- بوتش بيرد على موقع رابطة لاعبي الغولف المحترفين (الإنجليزية)